# Фаталиев, Рамиз Мамедали оглы
Рамиз Мамедали оглы Фаталиев (азерб. Ramiz Fətəliyev; 7 июня 1946) — советский и азербайджанский кинорежиссёр и сценарист. Народный артист Азербайджана (2016).

## Биография
Родился 7 июня 1946 года в Баку. Окончил школу № 189, поступив затем в Азербайджанский государственный институт нефтехимии. В 1971—1972 гг. учился на Высших курсах сценаристов и режиссёров (сценарном отделение под руководством М. Ю. Блеймана), дипломный сценарий — «Марш», по которому на киностудии Азербайджан-фильм в 1974 году была снята картина «Твой первый час», режиссер А.Бабаев.
Автор сценариев более 40 художественных фильмов, среди которых — «Шестой» (1981, режиссёр Самвел Гаспаров), «Семейное дело» (1982, режиссёр Николай Малецкий), «Без свидетелей» (1983, режиссёр Никита Михалков), «Я любил вас больше жизни» (1985, режиссёр Расим Исмайлов), «Зонтик для новобрачных» (1986, режиссёр Родион Нахапетов), «Мерзавец» (1988, режиссёр Вагиф Мустафаев), «Вне» (1992, режиссёр Вагиф Мустафаев).
Режиссёр двух телесериалов — «Истина момента» (2003, кинокомпания «Сарван», Азербайджан) и «Граф Крестовский» (2004, НТВ, Россия) и художественного фильма «Судьба государя» (2007, Азербайджан по заказу Министерства Культуры Азербайджанской Республики).
В 1986 начал работать на киностудии «Азербайджанфильм» главным редактором, а в 1987 году его избрали директором этой киностудии, где он работал до 1995 года. В 1990 году был избран депутатом Милли меджлиса. В период своей политической карьеры возглавлял Комиссию по расследованию Ходжалинской трагедии, а также постоянную парламентскую комиссию по правам человека и межнациональным отношениям.
За два года, проведённых в Москве, написал сценарии к ряду фильмов и телесериалов, среди которых «Русская пятёрка».
Заслуженный деятель искусств Азербайджана, лауреат государственной премии Азербайджана и премии КГБ СССР.
В 2011 году удостоен Персональной пенсии Президента Азербайджанской Республики.
Лауреат Национальной кинопремии Союза кинематографистов Азербайджанской Республики (2019).
В данный момент[какой?] Фаталиев живёт в Баку, где работает над несколькими проектами и преподает в Международной школе кино Рустама Ибрагимбекова. Совместно с режиссёром и продюсером Алекпером Джавад-оглы Тагизаде принял участие в постановке вариации на тему пьесы Нила Саймона.
Женат, имеет двоих детей.

## Фильмография

### Режиссёр
- 2003 — Истина момента (азерб. Bir anın həqiqəti) / Момент истины
- 2003 — Мяхялля (азерб. Məhəllə) / Квартал / Двор
- 2004 — Граф Крестовский
- 2008 — Судьба повелителя (азерб. Hökmdarın taleyi)

### Сценарист
- 1970 — Фауна Азербайджана (азерб. Azərbaycanın faunası)
- 1970 — Флора Азербайджана (азерб. Azərbaycanın florası)
- 1973 — Азербайджанская ССР (азерб. Azərbaycan SSR)
- 1973 — Твой первый час
- 1973 — Опасной морской дорогой
- 1974 — Дипломированный специалист (азерб. Diplomlu mütəxəssis) (в сатирическом киножурнале «Мозалан», № 16, 1974)
- 1974 — Конкуренты / Rəqiblər (в киноальманахе «Страницы жизни»)
- 1975 — Подземная история (азерб. Yeraltı əhvalat)
- 1977 — Азербайджанский шёлк (азерб. Azərbaycan ipəyi)
- 1979 — Своё счастье
- 1980 — Мелочи жизни
- 1981 — Старые письма
- 1981 — Шестой
- 1981 — Послезавтра, в полночь
- 1982 — Грачи
- 1982 — Семейное дело
- 1983 — Кочари
- 1983 — Без свидетелей
- 1983 — Без особого риска
- 1984 — Выход из ситуации (азерб. Çıxış yolu) (в сатирическом киножурнале «Мозалан», № 87, 1984)
- 1985 — Может быть (азерб. Bəlkə...) (в сатирическом киножурнале «Мозалан», № 95 1985)
- 1985 — Сделка
- 1985 — Я любил вас больше жизни
- 1986 — Особые обстоятельства (азерб. Xüsusi vəziyyət)
- 1986 — Обида
- 1986 — Обвиняется свадьба
- 1986 — Зонтик для новобрачных
- 1986 — В условиях неочевидности
- 1986 — Водоворот (азерб. Burulğan) / Загородная прогулка / Купание
- 1987 — Смысл жизни
- 1988 — Рустам Ибрагимбеков (азерб. Rüstəm İbrahimbəyov)
- 1988 — Мерзавец
- 1989 — Диверсия (азерб. Təxribat)
- 1990 — Не влезай, убьет! (азерб. Girişmə, öldürər!)
- 1990 — Бес в ребро
- 1991 — Вне (азерб. Nakəs)
- 1991 — Каспий мой, судьба моя (азерб. Xəzərim mənim, taleyim mənim)
- 2003 — Истина момента (азерб. Bir anın həqiqəti) / Момент истины
- 2004 — Граф Крестовский
- 2007 — 40
- 2007 — Дом (азерб. Ev)
- 2008 — После жизни
- 2008 — Узел (азерб. Düyün)
- 2009 — Стая
- 2010 — Куклы (азерб. Kuklalar)
- 2010 — Стамбульский рейс (азерб. İstanbul reysi)
- 2010 — Постороннее влияние (азерб. Əlavə təsir) / Дополнительное воздействие
- 2011 — Бута
- 2011 — Где находится адвокат? (азерб. Vəkil hanı?)
- 2012 — Секрет (азерб. Sirr)
- 2016 — Чрезмерная совместимость (азерб. Həddən artıq uyğunluq)
- 2016 — Постскриптум (азерб. Postskriptum) (в киноальманахе 40-я параллель (азерб. 40-cı paraleldə)

### Редактор
- 1987 — Чертик под лобовым стеклом
- 1989 — Анекдот (азерб. Lətifə)
- 1990 — День казни (азерб. Qətl günü)
- 2011 — Актриса (азерб. Aktrisa)
- 2011 — Şəbəkə (азерб. Şəbəkə)
- 2012 — Град

### Автор диалогов
- 2015 — Неполные воспоминания

### Художественный руководитель
- 2004 — Совершенно секретно

### Консультант
- 2008 — Джи-Ми (азерб. Ci-Mi)
- 2008 — Старики (азерб. Qocalar)